# Brown County, Texas
Brown County är ett administrativt område i delstaten Texas, USA, med 38 106 invånare (2010). Den administrativa huvudorten (county seat) är Brownwood. 

## Geografi
Enligt United States Census Bureau har countyt en total area på 2 478 km². 2 445 km² av den arean är land och 34 km² är vatten. 

### Angränsande countyn
- Eastland County - nord
- Comanche County - nordost
- Mills County - sydost
- San Saba County - syd
- McCulloch County - sydväst
- Coleman County - väst
- Callahan County - nordväst